# Sensor de camp magnètic MEMS

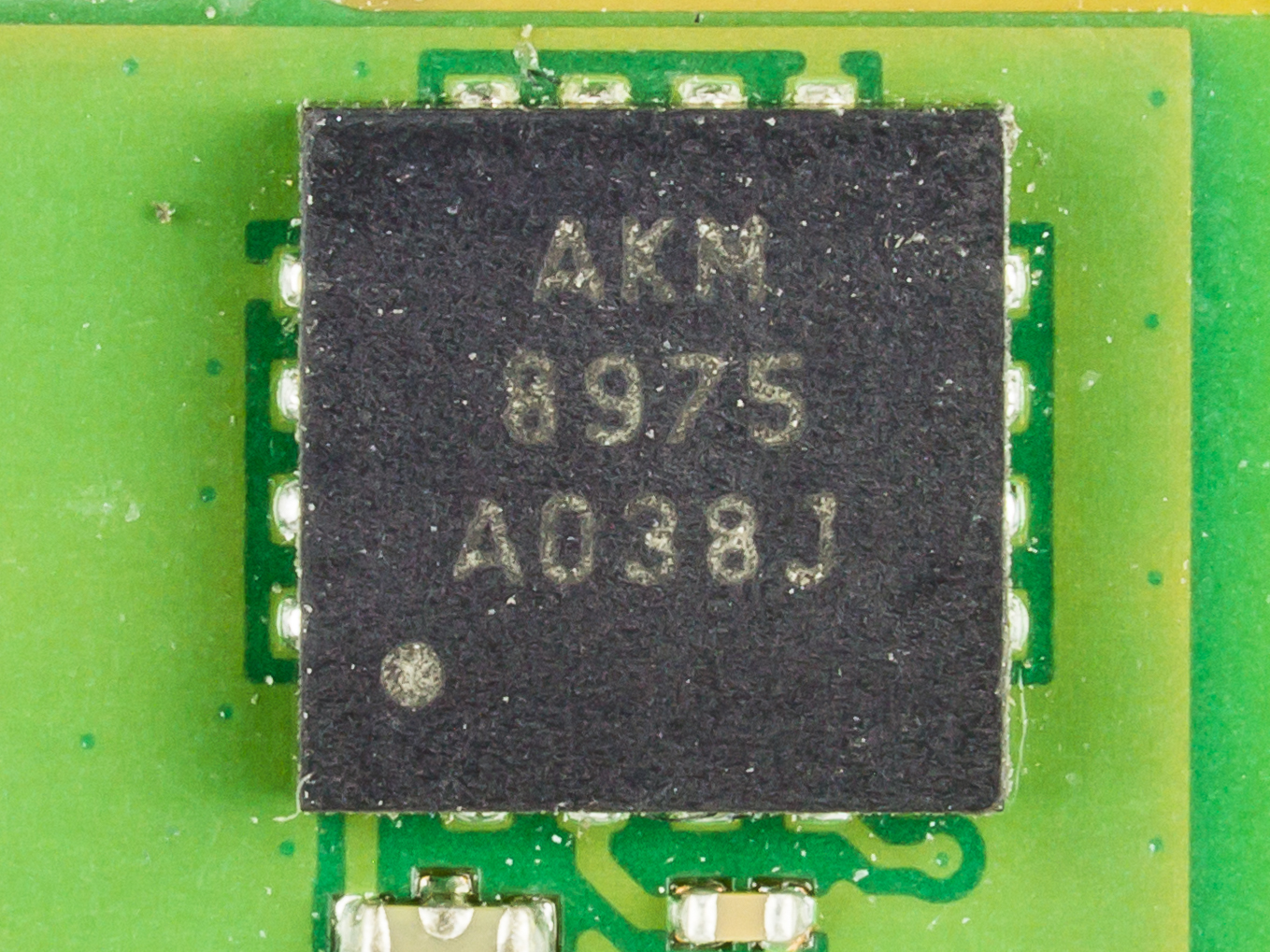
Magnetòmetre electrònic de tres eixos del fabricant AKM Semiconductor, dins del telèfon Motorola Xoom.

Un sensor de camp magnètic MEMS és un dispositiu de sistemes microelectromecànics (MEMS) a petita escala per detectar i mesurar camps magnètics (Magnetòmetre). Molts d'aquests operen mitjançant la detecció dels efectes de la força de Lorentz: un canvi de tensió o freqüència de ressonància es pot mesurar electrònicament, o un desplaçament mecànic es pot mesurar òpticament. És necessària la compensació dels efectes de la temperatura. El seu ús com a brúixola miniaturitzada pot ser un exemple d'aplicació senzill.

## Detecció de camp magnètic
Els magnetòmetres es poden classificar en quatre tipus generals depenent de la magnitud del camp mesurat. Si el camp B objectiu és més gran que el camp magnètic terrestre (valor màxim al voltant de 60 μT), el sensor no ha de ser molt sensible. Per mesurar el camp terrestre més gran que el soroll geomagnètic (al voltant de 0,1 nT), es necessiten millors sensors. Per a l'aplicació de la detecció d'anomalies magnètiques, s'han d'utilitzar sensors en diferents ubicacions per cancel·lar el soroll correlacionat amb l'espai per tal d'aconseguir una millor resolució espacial. Per mesurar el camp per sota del soroll geomagnètic, s'han d'utilitzar sensors de camp magnètic molt més sensibles. Aquests sensors s'utilitzen principalment en aplicacions mèdiques i biomèdiques, com ara la ressonància magnètica i l'etiquetatge de molècules.
Hi ha molts enfocaments per a la detecció magnètica, incloent sensor d'efecte Hall, magneto-díode, magnetotransistor, magnetòmetre AMR, magnetòmetre GMR, magnetòmetre d'unió de túnel magnètic, sensor magneto-òptic, sensor MEMS basat en la força de Lorentz, sensor MEMS basat en túnel d'electrons, MEMS brúixola, sensor de camp magnètic de precessió nuclear, sensor de camp magnètic bombat òpticament, magnetòmetre de fluxgate, sensor de camp magnètic de bobina de cerca i magnetòmetre SQUID.

## Avantatges dels sensors basats en MEMS
Un sensor de camp magnètic basat en MEMS és petit, de manera que es pot col·locar a prop de la ubicació de mesura i així aconseguir una resolució espacial més alta que altres sensors de camp magnètic. A més, la construcció d'un sensor de camp magnètic MEMS no requereix la microfabricació de material magnètic. Per tant, el cost del sensor es pot reduir molt. La integració del sensor MEMS i la microelectrònica pot reduir encara més la mida de tot el sistema de detecció de camp magnètic.